# Застава Хрватске
Застава Републике Хрватске службено је проглашена 21. децембра 1990. године. Састоји се од три водоравно положена поља једнаке ширине, редом: црвене, беле и плаве боје с грбом Републике Хрватске у средини.

## Изглед заставе
Размера ширине и дужине заставе је 1:2. Боје заставе су положене водоравно, редом с горње стране: црвена, бела и плава (видети: пансловенске боје). Свака боја чини једну трећину ширине заставе.
Грб Републике Хрватске је смештен у средини заставе тако да горњи део грба (круна) залази у црвено поље заставе, а доњи део грба залази у плаво поље заставе. Средишња тачка грба поклапа се са тачком у којој се секу дијагонале заставе.
Грб је подељен у 25 црвених и белих поља на начин да је прво поље грба (горњи леви угао) црвене боје. У круни грба је смештено 5 мањих штитова с историјским хрватским грбовима, редом слева надесно: најстарији познати грб Хрватске, грб Дубровачке републике, грб Далмације, грб Истре и грб Славоније. Размер висине поља на главном штиту и висине мањих штитова у круни је 1:2,5, а размер ширине поља на главном штиту и мањих штитова у круни је 1:1.
Употреба државне заставе Републике Хрватске је регулисана Уставом Републике Хрватске и Законом о грбу, застави и химни Републике Хрватске, те застави и ленти Предсједника Републике Хрватске.

## Застава председника Републике
Застава председника Републике Хрватске је квадратног облика, размера 1:1, обрубљена танким рубом наизменичних црвених и белих поља. У средини заставе на плавој подлози је знак у облику историјског хрватског грба с 25 црвених и сребрних поља. Штит обрубљује венац медаљона у којима су историјски хрватски грбови редом с леве на десну страну: најстарији познати грб Хрватске, грб Дубровачке републике, грб Далмације, грб Истре и грб Славоније. Са медаљона се уздужно пружају снопови паралелних златних, црвених и белих линија. Изнад штита је положена врпца с бојама заставе Републике Хрватске, на којој је у средини златним словима у римској капитали извезена слова „RH“.
Застава председника Републике се истиче:
- на згради у којој су службене просторије и пребивалиште председника,
- на возилу у којем се налази председник и
- у другим свечаним приликама.

## Галерија
- Рана верзија нове заставе (у употреби од 27. јуна до 21. децембра 1990.), мера: 1:2
- Застава Народне Републике Хрватске (18. јануар 1947 – 7. април 1963.) i Социјалистичке Републике Хрватске (7. април 1963 – 27. јуни 1990.), мера: 1:2
- Застава Народне Републике Хрватске (29. новембар 1945 – 18. јануар 1947.), мера: 1:2
- Застава НДХ (април 1941 – 8. мај 1945.), мера 2:3
- Застава Бановине Хрватске (1939 – 10. април 1945.), мера: 1:2
- Застава Краљевине Југославије (1. децембар 1918 – април 1941.), мера: 2:3
- Застава Државе Словенаца, Хрвата и Срба (29. октобар 1918 – 1. децембар 1918.), мера: 1:2
- Застава Краљевине Хрватске и Славоније у Аустроугарској монархији (1868—1918), мера: 1:2
- Застава Далмације у Хабзбуршкој монархији (1852—1860), мера: 1:2
- Застава Хрватске у Хабзбуршкој монархији (1852—1860), мера: 1:2
- Застава Славоније у Хабзбуршкој монархији (1852—1860), мера: 1:2